# Пам'ятна медаль землетрусу в Калабрії та Сицилії
Пам'ятна медаль землетрусу в Калабрії та Сицилії (італ. Medaglia commemorativa del terremoto in Calabria e Sicilia) — нагорода Королівства Італія.

## Історія
Медаль була заснована Королівським указом № 79 від 20 лютого 1910 року, щоб відзначити роботу з ліквідації наслідків Мессінського землетрусу 28 грудня 1908 року. Медаль видавали безплатно, коштом держави, іноземцям, солдатам королівської армії та військово-морського флоту, правоохоронцям та членам Асоціації Червоного Хреста Італії.
Автор медалі — Луїджі Джоржі (італ. Luigi Giorgi; 1848—1912), золотих справ майстер, головний гравер Королівського монетного двору в Римі та перший директор-професор Школи медальєрного мистецтва.

## Опис
Срібна кругла медаль діаметром 32 мм. На аверсі зображений профіль короля Італії Віктора Еммануїла III, навколо портрета — напис з ім'ям та титулом короля італійською мовою VITTORIO EMANUELE III RE D'ITALIA. На реверсі — вінок з дубових гілок з жолудями, всередині вінка напис італійською мовою Medaglia / commemorativa / terremoto / Calabro-Siculo / 28 Dicembre / 1908 (укр. Пам'ятна медаль Калабро-Сицилійського землетрусу 28 грудня 1908).
Спочатку медаль носилася на лівому боці грудей, на шовковій стрічці синього кольору шириною 33 мм, з вертикальною білою смугою в центрі шириною 11 мм. Королівським указом № 497 від 7 липня 1910 року стрічку змінили: вона стала зеленого кольору, шириною 36 мм, із трьома вертикальними білими смугами, шириною по 6 мм. Цей варіант є найпоширенішим.